# Scoloposcelis obscurella
Scoloposcelis obscurella – gatunek pluskwiaka z podrzędu różnoskrzydłych i rodziny dziubałkowatych.

## Taksonomia
Gatunek ten opisany został po raz pierwszy w 1838 roku przez Johana Wilhelma Zetterstedta pod nazwą Anthocoris obscurella. Jako lokalizację typową wskazano okolice Torne w szwedzkiej Laponii.

## Morfologia
Pluskwiak o wydłużonym, silnie spłaszczonym grzbietobrzusznie ciele długości od 2,7 do 3,5 mm. Ubarwienie ma jednolicie ciemnobrązowe do czarnego, bez białawych elementów na półpokrywach. Głowa zaopatrzona jest w przyoczka, czteroczłonowe czułki i trójczłonową, zakrzywioną kłujkę. Odnóża przedniej pary mają pogrubione i spłaszczone uda z ząbkami. Tylna para odnóży również ma uda zgrubiałe i spłaszczone, od 2,5 do 3 razy szersze niż para środkowa. Stopy wszystkich par są trójczłonowe. 

## Ekologia i występowanie
Owad ten zasiedla lasy. Bytuje pod korą drzew, głównie iglastych. Poluje na chrząszcze z rodziny kornikowatych.
Gatunek palearktyczny, znany z Hiszpanii, Francji, Szwajcarii, Włoch, Szwecji, Finlandii, Estonii, Łotwy, Polski, Słowacji, Białorusi, Ukrainy, północnoeuropejskiej, syberyjskiej i dalekowschodniej części Rosji, Mongolii i Chin. Ponadto niepewne doniesienie o jego znalezieniu pochodzi z Wysp Kanaryjskich.